# Harry Cording
Harry Cording, gebürtig Hector Cording, (* 26. April 1891 in Wellington, Somerset, (oder Portsmouth), England; † 1. September 1954 in Sun Valley, Kalifornien) war ein britischer Schauspieler, der in annähernd 300 Filmen spielte und besonders oft in einschüchternden Rollen wie als Handlanger des Schurken eingesetzt wurde.

## Leben und Karriere
Über Harry Cordings Herkunft herrscht Verwirrung: Häufig wird der Ort Wellington in England angegeben, gelegentlich jedoch auch Portsmouth. Vereinzelte Quellen nannten sogar New York City als Geburtsort, was aber heute als falsch gilt. Als junger Mann wanderte er nach Amerika aus und absolvierte 1925 dort sein Filmdebüt, noch während der Stummfilmzeit. Er wurde in erster Linie als Nebendarsteller besetzt, wie in Sein letzter Befehl und Der Patriot aus dem Jahr 1928 jeweils an der Seite von Emil Jannings. Der Wechsel in den Tonfilm gelang ihm, jedoch musste er sich nun meistens mit Kleinstrollen zufriedengeben, welche häufig keine Nennung im Abspann erhielten. Cording erhielt meistens nur in B-Filmen die Chance, etwas substanziellere Rollen zu spielen.
Wegen seiner bulligen Statur und seines Barts war der Charakterdarsteller vor allem auf die Verkörperung ernster bis grimmiger Figuren festgelegt, oft Verbrecher oder Handlanger des Schurken, mitunter auch Polizisten und Soldaten. Er war insbesondere in Abenteuerfilmen, Kriminalfilmen, Horrorfilmen und Western zu sehen. Im Horrorstreifen Die schwarze Katze aus dem Jahre 1934 hatte er eine seiner besten Rollen als Thamal, der unheimliche Handlanger des Filmschurken Bela Lugosi. Im Abenteuerklassiker Robin Hood – König der Vagabunden verkörperte er 1938 den Hauptmann der Hofgarde, welcher damit beauftragt wird, Richard Löwenherz zu ermorden. In den 1940er Jahren bekleidete er verschiedene Nebenrollen in neun der 14 Filme aus der Sherlock-Holmes-Reihe mit Basil Rathbone und war dabei häufiger als alle anderen beteiligten Schauspieler in nicht wiederkehrenden Rollen zu sehen. Mit Für eine Handvoll Geld konnte er kurz vor seinem Tod mit einer Rolle als Erzfeind von Kirk Douglas noch einen kleinen Erfolg verbuchen.
Sein letzter von fast 300 Filmen war Jenseits von Eden (1955), in welchem er einen Türsteher spielte. Harry Cording starb im Alter von 63 Jahren in Kalifornien. Mit seiner Ehefrau Margaret war er bis zu seinem Tod verheiratet, sie hatten vier Kinder.

## Filmografie (Auswahl)
- 1925: Amor im Wolkenkratzer (The Shock Punch)
- 1925: Knockout (The Knockout)
- 1928: Daredevil’s Reward
- 1928: Sein letzter Befehl (The Last Command)
- 1928: Der Patriot (The Patriot)
- 1928: Der Schmugglerkönig von Manhattan, auch Sünden der Väter (Sins of the Fathers)
- 1929: Christina
- 1929: The Squall
- 1929: Die Insel der verlorenen Schiffe (The Isle of Lost Ships)
- 1929: Die Rettung (The Rescue)
- 1930: Der Kapitän der Garde (Captain of the Guard)
- 1930: Women Everywhere
- 1931: Mata Hari
- 1932: Die Hütte im Baumwollfeld (The Cabin in the Cotton)
- 1932: Mein Freund, der König (My Pal, the King)
- 1933: Aufruhr in Utopia (Tonight Is Ours)
- 1933: Captured!
- 1934: Die Rothschilds (The House of Rothschild)
- 1934: Die schwarze Katze (The Black Cat)
- 1934: Schrei der Gehetzten (Viva Villa!)
- 1934: Das Rätsel von Monte Christo (The Count of Monte Christo)
- 1934: Des Sträflings Lösegeld (Great Expectations)
- 1934: Die Schatzinsel (Treasure Island)
- 1935: Kreuzritter – Richard Löwenherz (The Crusades)
- 1935: Die Elenden (Les Misérables)
- 1935: Charlie Chan in Paris
- 1935: Bengali (The Lives of a Bengal Lancer)
- 1935: Anna Karenina
- 1935: Meuterei auf der Bounty (Mutiny on the Bounty)
- 1935: Unter Piratenflagge (Captain Blood)
- 1935: Peter Ibbetson
- 1935: Tolle Marietta (Naughty Marietta)
- 1936: The White Angel
- 1936: Suzy
- 1936: Riffraff
- 1936: Der Letzte der Mohikaner (The Last of the Mohicans)
- 1937: Der Prinz und der Bettelknabe (The Prince and the Pauper)
- 1937: Maria Walewska (Conquest)
- 1937: Gehetzt (You Only Live Once)
- 1938: Robin Hood – König der Vagabunden (The Adventures of Robin Hood)
- 1938: Die Abenteuer des Marco Polo (The Adventures of Marco Polo)
- 1938: A Christmas Carol
- 1938: Marie-Antoinette
- 1938: Schule des Verbrechens (Crime School)
- 1939: Die Teufelsinsel (Devil's Island)
- 1939: Der Glöckner von Notre Dame (The Hunchback of Notre Dame)
- 1939: Der große Bluff (Destry Rides Again)
- 1939: Frankensteins Sohn (Son of Frankenstein)
- 1939: Der Henker von London (Tower of London)
- 1939: Die Abenteuer des Huckleberry Finn (The Adventures of Huckleberry Finn)
- 1939: Die Abenteuer des Sherlock Holmes (The Adventures of Sherlock Holmes)
- 1940: The House of the Seven Gables
- 1940: Der Herr der sieben Meere (The Sea Hawk)
- 1940: Der Unsichtbare kehrt zurück (The Invisible Man Returns)
- 1940: Früchte des Zorns (The Grapes of Wrath)
- 1940: Schwarzes Kommando (Dark Command)
- 1940: Law and Order
- 1940: Die wunderbare Rettung (Strange Cargo)
- 1940: Land der Gottlosen (Santa Fe Trail)
- 1940: Todesangst bei jeder Dämmerung (Each Dawn I Die)
- 1940: Goldschmuggel nach Virginia (Virginia City)
- 1941: Gefährliche Liebe (Rage in Heaven)
- 1941: Fluchtweg unbekannt (They Met in Bombay)
- 1941: Der Wolfsmensch (The Wolf Man)
- 1942: Helden im Sattel (Ride 'Em Cowboy)
- 1942: Abenteuer in der Südsee (Son of Fury: The Story of Benjamin Blake)
- 1942: Pittsburgh
- 1942: Arabische Nächte (Arabian Nights)
- 1942: Die Freibeuterin (The Spoilers)
- 1942: Der Weg nach Marokko (Road to Marocco)
- 1942: The Mummy’s Tomb
- 1942: Frankenstein kehrt wieder (The Ghost of Frankenstein)
- 1942: Die Stimme des Terrors (Sherlock Holmes and the Voice of Terror)
- 1942: Die Geheimwaffe (Sherlock Holmes and the Secret Weapon)
- 1943: Wem die Stunde schlägt (For Whom the Bell Tolls)
- 1943: Das Lied von Bernadette (The Song of Bernadette)
- 1943: Botschafter in Moskau (Mission to Moscow)
- 1944: Ali Baba und die vierzig Räuber (Ali Baba and the Forty Thieves)
- 1944: Fahrkarte nach Marseille (Passage to Marseille)
- 1944: Bluebeard
- 1944: Zeuge gesucht (Phantom Lady)
- 1944: An American Romance
- 1944: Die Perle der Borgia (The Pearl of Death)
- 1944: Abenteuer im Harem (Lost in a Harem)
- 1944: Kismet
- 1944: Das Spinnennest (Sherlock Holmes and The Spider Woman)
- 1945: Tagebuch einer Frau (Mrs. Parkington)
- 1945: Das Haus des Schreckens (The House of Fear)
- 1945: Sudan
- 1945: Unter schwarzer Flagge (Captain Kidd)
- 1945: Ein Mann der Tat (San Antonio)
- 1946: Juwelenraub (Terror by Night)
- 1946: Der Bandit und die Königin (The Bandit of Sherwood Forest)
- 1946: Hier irrte Scotland Yard (The Verdict)
- 1946: Jagd auf Spieldosen (Dressed to Kill)
- 1947: California
- 1947: Der Verbannte (The Exile)
- 1947: Die Unbesiegten (Unconquered)
- 1947: Amber, die große Kurtisane (Forever Amber)
- 1947: Die falsche Sklavin (Slave Girl)
- 1947: Kalkutta (Calcutta)
- 1948: Red River
- 1948: Der Superspion (A Southern Yankee)
- 1948: Tal der Leidenschaften (Tap Roots)
- 1948: Qualen der Liebe (A Woman’s Vegenance)
- 1948: Schwarze Pfeile (The Black Arrow)
- 1948: Blutfehde (The Swordsman)
- 1949: Der Berg des Schreckens (Lust for Gold)
- 1949: Lassie in Not (Challenge to Lassie)
- 1949: Blutige Diamanten (Rope of Sand)
- 1949: Samson und Delilah (Samson and Delilah)
- 1949: Auf Leben und Tod (The Fighting O'Flynn)
- 1949: Die Goldräuber von Tombstone (Bad Men of Tombstone)
- 1950: Liebe unter schwarzen Segeln (Fortunes of Captain Blood)
- 1950: Verurteilt (Convicted)
- 1950: Der letzte Freibeuter (Last of the Buccaneers)
- 1950: Die Piratenbraut (Buccaneer’s Girl)
- 1950: Flammendes Tal (Copper Canyon)
- 1950: Auf Winnetous Spuren (The Iroquois Trail)
- 1950: Ladung für Kapstadt (Cargo to Capetown)
- 1951: Sirocco – Zwischen Kairo und Damaskus (Sirocco)
- 1951: Ausgezählt (Iron Man)
- 1951: Der Rächer von Casamare (Mask of the Avenger)
- 1951: Unsichtbare Gegner (Santa Fe)
- 1952: Zwei räumen auf (Cripple Creek)
- 1952: Für eine Handvoll Geld (The Big Trees)
- 1952: Gegen alle Flaggen (Against All Flags)
- 1952: Schiff ohne Heimat (Plymouth Adventure)
- 1952: Der Weg nach Bali (Road to Bali)
- 1952: Androkles und der Löwe (Androcles and the Lion)
- 1952: Menschenjagd in San Francisco (The San Francisco Story)
- 1952: Die schwarze Isabell (Captain Pirate)
- 1953: Der Untergang der Titanic (Titanic)
- 1953: Abbott und Costello gegen Dr. Jekyll und Mr. Hyde (Abbott and Costello Meet Dr. Jekyll and Mr. Hyde)
- 1953: Der unheimliche Untermieter (Man in the Attic)
- 1954: Der eiserne Ritter von Falworth (The Black Shield of Falworth)
- 1954: Die Gladiatoren (Demetrius and the Gladiators)
- 1954: Der Talisman (King Richard and the Crusaders)
- 1954: Bomba, der Erbe Tarzans (Killer Leopard)
- 1954: Jungle Gents
- 1955: Jenseits von Eden (East of Eden)